# Онгур
Онгур, Унгур (монг. Үнгүр) — монгольский военачальник и нойон-тысячник из ветви кэхэрин племени баяут, двоюродный брат Чингисхана и один из его сподвижников. По сообщениям некоторых историков, одно время Онгур был одним из стольников Чингисхана, и потому иногда фигурирует в летописях под прозванием «баурчи» или «кысат» («канишат»).

## Биография
Онгур был сыном Мангету-Кияна, дяди Тэмуджина по отцу. Неизвестно, как складывались отношения Онгура с двоюродным братом, однако он стал одним из первых, кто присоединился к Тэмуджину после его возвышения. Приняв титул Чингисхана и занявшись обустройством улуса, Тэмуджин пожаловал Онгура на должность стольника-баурчи. Тысяча Онгура входила в число тринадцати куреней Чингиса, участвовавших в битве при Далан-Балджутах около 1190 года.
После образования Монгольской империи и последовавших за этим военных реформ Онгур вошёл в число девяноста пяти человек, за свои заслуги пожалованных в нойоны-тысячники. Раздавая привилегии самым преданным из сподвижников, Чингисхан по просьбе Онгура разрешил тому собрать воедино баяутский народ, «разбросанный и размётанный по всем концам». В «Сокровенном сказании монголов» сохранилась похвала, произнесённая Чингисханом в адрес Онгура:

«Ты, мой Онгур,
В туман не терял ты дороги,
А в смуту был верен ты мне.
Со мною ты мокнул в ненастье,
Со мною в мороз коченел».— «Сокровенное сказание монголов»
Во время войны с империей Цзинь Онгур вместе с Архай-Хасаром и Шиги-Хутуху был отправлен в захваченный Чжунду, чтобы вывезти оттуда оставшиеся сокровища Алтан-хана. Навстречу нукерам выехал наместник Чжунду Хадай, взяв для них в качестве даров несколько тюков дорогих тканей. Соблазнившись ценностью тканей, Онгур и Архай-Хасар приняли подарки Хадая, за что позднее получили строгий выговор от Чингисхана.

## Образ
Молодой Онгур является одним из персонажей романа А. С. Гатапова «Тэмуджин».